# Acanthobdella peledina
Acanthobdella peledina är en art i familjen borstiglar som förekommer hos laxfiskar i Alaska och Norra Europa.
I Sverige förekommer den främst i norra Lappland, men observerades 1936 i Lule älv och har senare påträffats så långt söderut som vid Dalälven. Den förekommer även i norra Finland. Igeln är 0,5-2cm lång och fäster sig oftast på värdfiskens buksida. Ibland kan den tränga ända in i bukhålan. Igelns förekomst avslöjas ofta av de sår som den förorsakar på fiskens hud.